# Essenz (Band)
Essenz ist eine Berliner Black-Doom-Band, die 2007 gegründet wurde.

## Geschichte
Die Band wurde im Jahr 2007 gegründet. Nach einer ersten EP namens Metaphysis in Eigenveröffentlichung im Jahr 2009, schloss sich 2010 über Amor Fati Productions das Debütalbum KVIITIIVZ – Beschwörung des Unaussprechlichen an. Für das 2012er Album Mundus Numen wechselte die Gruppe zu Svart Records, ehe sie 2018 für Manes Impetus zum vorherigen Label zurückkehrte. Im selben Jahr war die Band unter anderem auf dem Party.San zu sehen.

## Stil
Wolf-Rüdiger Mühlmann vom Rock Hard bezeichnete KVIITIIVZ – Beschwörung des Unaussprechlichen als „okkult-schwarzen Metal“. Das Album beginne zunächst mit finsterstem und rituellem Doom Metal, in dem die Gruppe wie eine bösere Version von Esoteric und Skepticism klinge. In ihren Liedern „beschwört, meditiert und grunzt [die Band] allerhand Schwarzphilosophisches“. Danach folge eine hysterisch klingende Mischung aus Death- und vor allem Black-Metal, die an Bands wie Celtic Frost, alte Samael und alte Mayhem erinnere. In einer späteren Ausgabe rezensierte Mühlmann Mundus Numen und stellte fest, dass die Band „die musikalische, inhaltliche und produktionstechnische Ganzheitlichkeit und den okkulten Mesmerismus von Tom G. Warriors Triptykon geerbt“ hat und ordnete die Gruppe dem Black- und Doom-Metal zu. Die Songs würden „schmerzen und faszinieren“, seien „wuchtig und basisch, episch und zerklüftet in einem“ und „sie erschüttern machtvoll und zerstörerisch“. In einer späteren Ausgabe schrieb Mandy Malon, dass man die Band zwischen Black-, Death- und Doom Metal einordnen kann. Die Musik habe eine „transformierende, sphärische, wirbelnde, sprudelnde, kaum greifbare Wirkung“, wobei auch Einflüsse aus dem Ambient und Noise vorhanden seien. Im Interview mit ihr gab G.ST „Schmerz, Rausch, Zerstörung und Ekstase“ als Inspiration an.
Anders Ekdahl von battlehelm.com schrieb in seiner Rezension zu Manes Impetus, dass hierauf eine Mischung aus Black- und Doom-Metal zu hören ist. David Simonton von voicesfromthedarkside.de rezensierte das Album ebenfalls und ordnete es auch dem Black Doom zu. Die Songs seien atmosphärisch und abwechslungsreich mit einem rauen Gesang. Die Geschwindigkeit der Lieder sei meist niedrig. Robert Müller vom Metal Hammer stellte bei dem Album ebenfalls eine Mischung aus Black- und Doom Metal fest, wie sie auch schon auf dem Vorgängeralbum vorhanden gewesen sei. In den Liedern gehe man meist minimalistisch zu Werke.

## Diskografie
- 2009: Metaphysis (EP, Eigenveröffentlichung)
- 2010: KVIITIIVZ - Beschwörung des Unaussprechlichen (Album, Amor Fati Productions)
- 2012: Mundus Numen (Album, Svart Records)
- 2018: Manes Impetus (Album, Amor Fati Productions)